# Derrick's sandbank
Derrick's sandbank est une île des Seychelles apparue à la suite d'un cyclone en 2016. Sa surface se développe durant les années suivantes pour atteindre près de 8 ha.

## Géographie
L'île est située dans le groupe Farquhar qui fait partie des îles Extérieures des Seychelles. C'est un banc de sable dont la surface et la végétalisation sont en croissance. Son émergence se fait dans un contexte d'érosion des côtes de l'archipel et de destruction des récifs coralliens en raison du changement climatique.

## Histoire
Derrick's sandbank apparaît à la suite du cyclone Fantala qui frappe la région durant la mi-avril 2016. Sa superficie initiale est de 0,3 ha et ce n'est qu'en 2019 qu'il apparaît que son altitude est en permanence plus élevée que le niveau des marées hautes. Son caractère permanent est aussi confirmé par une colonisation d'arbustes et d'oiseaux. Une étude effectuée en 2023 montre que la superficie est passée à 7,8 ha. 